# José ben Yoezer
José ben Joezer fue un rabino del período macabeo temprano, posiblemente un discípulo de Antígono de Soko y un miembro del grupo ascético de los asideos. Joezer pertenecía a una familia sacerdotal.

## Biografía
Junto con él y José ben Johanan de Jerusalén, su colega, comienza el período conocido en la historia judía como el periodo de los zugot (pares), que terminó con Hillel y con Shammai. Según una antigua tradición, el miembro de los zugot mencionado primero, ocupó el cargo de Nasí (presidente) del Sanedrín, mientras que el mencionado segundo ocupó el cargo de vicepresidente.
José perteneció al partido de los asideos, y fue un decidido adversario del helenismo. Para evitar que los judíos se asentaran más allá de Judea, declaró a todos los países paganos "impuros". También declaró "sucios" los utensilios de vidrio, probablemente porque fueron fabricados en países paganos. Sin embargo, en otros aspectos, era muy liberal y recibió el apellido Sharaya ("el que permite") por haber dictado tres decisiones liberales sobre ciertas cuestiones rituales. La primera controversia legal conocida en el Talmud fue la de José ben Joezer y su colega José ben Johanan. Surgió sobre la cuestión de si la imposición de manos sobre la cabeza de los animales que van ha ser sacrificados está permitida durante los días festivos. José ben Joezer fue distinguido por su piedad, y fue llamado "el sacerdote piadoso". Joezer profesó una gran veneración para los estudiosos. José ben Joezer tuvo un hijo, a quien había desheredado por mala conducta.

## Ejecución
José fue probablemente uno de los 60 hombres piadosos que, a instancias del sumo sacerdote Alcimo, fueron crucificados por el general sirio Báquides. El Midrash informa del siguiente diálogo entre Alcimo y José ben Joezer mientras este último estaba a punto de ser ejecutado:
Alcimo: "Mira las ganancias y los honores que han caído en mi suerte como consecuencia de lo que he hecho, mientras que tú, por tu obstinación, tienes la desgracia de morir como un criminal".
José: "Si esta es la suerte de los que enojan a Dios, ¿cuál será el premio de aquellos que cumplan su voluntad?"
Alcimo: "¿Hay alguien que haya cumplido su voluntad más que tú?"
José: "Si este es el fin de los que cumplen su voluntad, ¿qué les espera a los que lo enojan?"
Al oír esto, Alcimo se sintió arrepentido y se suicidó: Alcimo se sometió a los cuatro modos de ejecución infligidos por el tribunal rabínico, el Bet Din: la lapidación, la cremación, la decapitación y el estrangulamiento. 
¿Qué hizo Alcimo para lograr esto? agarró una viga y la clavó en el suelo, le ató una cuerda, colocó troncos delante de ella y construyó un muro de piedra a su alrededor. Luego hizo una hoguera con los troncos y clavó una espada en el centro. Luego se ahorcó con la cuerda, y mientras la cuerda lo estrangulaba, la cuerda se quemó y se quebró, cayó sobre la espada, mientras la pared de piedras cayó sobre él, y se quemó en el fuego.